# Kiközösítés
Kiközösítés (idegen szóval: izoláció) alatt egy személy vagy egy csoport valamely közösségből való részleges vagy teljes kizárását, diszkriminációját értjük. Az esetek túlnyomó többségében részleges, azaz csupán a közösség bizonyos jól körülhatárolt tevékenységei végzésének jogától fosztja meg a kiközösítettet.
Főbb típusai: szociális (társadalmi csoportból, pl. törzsből való kirekesztés), politikai (pl. pártból való kizárás) és vallási.

## Kereszténység
A kiközösítés célja, hogy kizárja az egyházból vagy gyülekezetből azokat a tagokat, akik egy keresztény közösség hitével ellentétes magatartást vagy tanítást tanúsítanak (eretnekség).
A kiközösítés és az anatéma az ókeresztény egyházban a püspöki joghatóság eszköze volt és gyakorlatilag a hívők közösségéből való kizárást jelentette. A katolikus egyház a történelme során tovább fejlesztette ezt a büntetés-módszert, és végül a kánonjogban rögzítette.

### Biblia
Az Újszövetség a kiközösítést olyan zsidó gyakorlatként említi, amely abból áll, hogy egy hívőt kizárnak a közösségből. A keresztény felfogás tovább megy: a keresztény egyház nemcsak hívek közössége, hanem Krisztus teste is. A keresztény kiközösítést az Újszövetség különböző részei említik:
- Máté 18:15-17: „Ha a testvéred vétkezik, menj el és dorgáld meg őt köztetek és közöttük. Ha hallgat rád, megnyerted a testvéredet. De ha nem hallgat rád, vigyél magaddal egy-két embert, hogy két-három tanú nyilatkozata alapján az egész ügy eldőljön. Ha rájuk sem akar hallgatni, mondd meg az egyháznak. Ha pedig az egyházra sem akar hallgatni, legyen számodra olyan, mint a pogány és a vámszedő. »
- Máté 18:18: „Bizony mondom nektek, amit megkötök a földön, meg lesz kötve a mennyben is, és amit feloldotok a földön, fel lesz oldva a mennyben is. »
- 1Korinthus 5:1-5: „Az a hír járja felőletek, hogy paráznaság van köztetek, és pedig olyan paráznaság, amilyen még a nemzetek közt sincs, hogy tudniillik valaki az apjának feleségével él. És ti még fel vagytok fuvalkodva, ahelyett, hogy inkább szomorkodnátok, és eltávolítanátok magatok közül azt, aki ezt a dolgot tette. Én, aki ugyan test szerint távol, de lélek szerint jelen vagyok, már ítéletet mondtam mint jelenlevő arról, aki így tett. A mi Urunk Jézus nevében fonódjék egybe a ti lelketek és az enyém, és a mi Urunk Jézus hatalmával adjuk át az ilyet a sátánnak, testének vesztére, hogy a lélek üdvözüljön az Úr napján.»
- 1Timóteus 1:18-20: „Ezt a parancsot kötöm a lelkedre, Timóteus fiam, hivatkozva a rád vonatkozó, egykori jövendölésekre, hogy azokban bízva harcold a jó harcot, s tartsd meg a hitet és a jó lelkiismeretet, amelyet egyesek elvetettek, s így hajótörést szenvedtek a hitben. Ezek közé tartozik Himéneusz és Alexander, akiket átadtam a sátánnak, hadd tanulják meg, hogy ne káromkodjanak. »

### Katolikus egyház
Az egyházi joghagyományban a kiközösítés kizárás értelmű exkommunikáció (= közösségből való kizárás, latinul: excommunicatio) lett.
Minden kiközösített számára meg van tiltva a szentségekhez való járulás (pl. a házasságkötés is) vagy azok kiszolgáltatása. Nem vehetett részt a közösségi imákon vagy a szentmisén. Az egyházi jogait elvesztette, pl. bármiféle egyházi hivatal gyakorlását,  ill. az egyházkormányzati intézkedések végzésének tilalmát is előírták.

#### A múltban
A kiközösítés egyenértékű volt a végső és visszafordíthatatlan pusztulásra ítéléssel (Extra Ecclesiam nulla salus = „az egyházon kívül nincs üdvösség”). A kiközösítettek a keresztény társadalomból kivetettek lettek, a középkorban szinte felért egy halálos ítélettel.
A katolikus egyház a tridenti zsinat alapján azt tanítja, hogy „a kiközösített személyek nem tagjai az Egyháznak, nem tartoznak a közösséghez, amíg meg nem térnek”.
Az ünnepélyes formában kihirdetett kiközösítést anatémának nevezik. Önmagában az egyházi átkot jelenti.
A történelem folyamán az egyháztól sokszor és sokféle módon előfordult politikai jellegű visszaélés a kiközösítéssel. 

#### Napjainkban
Az 1983-as egyházi törvénykönyv (Codex Iuris Canonici) az egyén kiközösítését írja elő különféle bűnök esetén:
- hitehagyás (kán. 316 & 1364), meghatározva a kán. 751. mint „a keresztény hit teljes elutasítása”;
- szakadás (kán. 316 & 1364), meghatározása kán. 751. mint „a pápának való alárendeltség vagy a neki alárendelt egyháztagokkal való közösség megtagadása”,[10]  – egyik 21. századi példája Carlo Maria Viganò volt;
- eretnekség (kán. 316 & 1364), meghatározva a 751. kánonban mint „isteni és katolikus hittel elfogadandó igazságnak a keresztség felvétele után való makacs tagadása vagy a róla való makacs kételkedés”;[10]
- a pápával szembeni fizikai erőszak (1370. kán.);
- a pap feloldozása "a Tízparancsolat hatodik parancsolata elleni bűn cinkosaként" (977. kán.);
- szentségtörés vagy megszentségtelenítés, szentségtörő célú felszentelés (1382. kán.)
  - nő felszentelése (diakónussá, papnővé vagy püspökké) - mind a nő, mind a felszentelő személy számára (kán. 1379, 3. §);
- az Eucharisztia vagy a gyóntatás szentségeivel való visszaélés (1379. kán.);
- püspökszentelés pápai felhatalmazás nélkül: a kiközösítés sújtja a felszentelő püspököt és a felszenteltet is (1387. kán.) – Marcel Lefebvre, Emmanuel Milingo vagy Pierre Martin Ngo Dinh Thuc helyzete ennek az esetnek az illusztrációi;
- a gyónás titkának közvetlen megsértése (1386. kán.);
- abortusz: a kiközösítés mindenkit érint, aki közvetlenül vagy közvetve részt vesz az abortusz cselekményében 6 (1397. kán. 2. §).

Ferenc pápa megkönnyítette a kiközösítés feloldását az anya javára a 2016. november 20-i Misericordia et misera apostoli levelét követően, amely minden papnak megadja a lehetőséget, hogy feloldja az őszintén bűnbánó anya abortuszának bűnét;
- a súlyos, tartós bűnnel járó abortusz politikai vagy orvosi előmozdítása,[12] ;
- XVI. Benedek a Normas Nonnullas motu proprio-ban előírja , hogy aki megsérti a konklávé titkosságát, azt kiközösítik (latæ sententiæ)[13][14];
- a szabadkőműves egyesületbe való egyszerű regisztráció vagy bármely szabadkőművesség-tagság (2335. kán.)

Az egyházi törvénykönyv kiközösítése „olyan sajátosan gyógyító célú, pozitív egyházjogi büntető szankció, melyet igen súlyos büntetendő cselekmények ellen rendeltek, és amelynek elválaszthatatlan hatásai a jogok és kötelességek gyakorlásának olyan, a Codex rendelkezéseinek megfelelő (1331.k., 171.k. 1.§ 3, 316.k., 915.k., 996.k. 1.§ és 1109.k.) tilalmaiban állnak, melyek az Egyház lelki javaiból való (szinte) teljes kizárást eredményeznek.”
Főbb hatásai:
- szentmisén és bármilyen más liturgikus cselekményen való szolgálati részvétel tilalma (a puszta jelenlét nem minősül ennek, csak a cselekmény végzése, vagy végzésben való közreműködés),
- szentségek, szentelmények végzésének vagy felvételének tilalma,
- egyházi hivatalok, szolgálatok vagy bármiféle egyházi tisztség gyakorlásának és egyházkormányzati intézkedések végzésének tilalma.

### Ortodox egyházak
Az ortodox egyházakban a kiközösítés az eucharisztiából való kizárás. Ez nem kirekesztés az egyházból, és nem is bír olyan komoly jelleggel, mint a katolikus egyházban. A kiközösítést viszonylag csekély okok miatt is ki lehet szabni, például ha valaki az elmúlt egy évben nem tett gyónást.

### Protestantizmus
A legtöbb protestáns egyházban előírás van arra, hogy valakit komoly okokból kizárjanak az egyházból. A gyakorlatban azonban nagyon ritkán kerül erre sor.

#### Evangélikus egyházak
Bár az evangélikus kereszténységnek technikailag van egy kiközösítési folyamata, egyes felekezetek és gyülekezetek nem alkalmazzák ezt. A smalkaldi cikkekben  Luther különbséget tesz a „nagy” és a „kis” kiközösítés között. A „kis” kiközösítés egyszerűen eltiltja az egyént az úrvacsorától és „egyéb gyülekezeti közösségtől”. Míg a "nagy" kiközösítés kizárt egy személyt az egyházból.

#### Baptisták
A baptisták körében a kiközösítést a felekezetek és egyházak végső megoldásként használják azon tagok esetében, akik nem akarnak megbánni olyan nézetet vagy viselkedést, amely ellentétes a közösség hitvallásával. A közösség tagjainak szavazata azonban helyreállíthatja a kizárt személy tagságát.

### Egyéb keresztények

#### Jehova Tanúi
A Jehova Tanúi a kiközösítés egy formáját alkalmazzák, amikor egy tagról úgy gondolják, hogy megbánás nélkül követett el egyet vagy többet a „súlyos bűnök” közül.

#### Mormonok
Az Utolsó Napok Szentjeinek J. K. Egyháza a kiközösítést büntetésként alkalmazza azok számára, akik súlyos bűnöket követnek el. Az egyén továbbra is megtartja tagsági státuszát, de korlátozott tagsági jogokkal. 2020-ban az egyház azonban felhagyott a „kiközösítés” kifejezés használatával, helyette „tagságkilépésre” utal.
A kiközösítés (atgságkilépés) gyakran átmeneti állapot. Általában legalább egy hónapos időtartamra szabják ki. Ha a tag őszinte megbánást tanúsít, a fegyelmi bizottság újra összeülhet, és dönthet a tag teljes jogú tagsági jogainak visszaállításáról. Ha a tag nem mutat megbánást, a tanács összeül, és dönt a kizárás folytatásáról vagy a teljes kizárásáról.
Az egyházi vezetés kézikönyve szerint a tagsági kilépésének vagy a tagsági korlátozások előírásának célja, hogy (1) segítsen a többi hívő védelmében; (2) segíteni az embernek, hogy bűnbánat által hozzáférjen Jézus Krisztus megváltó hatalmához; és (3) az Egyház integritásának védelme.

## Judaizmus
A héber herem szó (חֵרֶם) jelentése: átok, tilalom.  Kiközösítést jelöl, a zsidó közösségből való kizárást.
A bibliai időkben a kifejezés eredetileg a szent tárgyak elkülönítését jelentette. A kiközösítésről először Esdrás könyve 10,8 tesz említést. 
A Talmud időszakában a kiközösítésnek négyféle formája alakult ki :
- nezifa - feddés és hét napra való kitaszítás
- samta - a kifejezés jelentése ma már nem állapítható meg
- nidduj - Erec Jiszrael-en 30, a diaszpórában 7 napra való elkülönítés, amely a javulás elmaradása esetén meghosszabbítható
- herem - elszigetelés: a kiközösítettnek tilos volt hallgatnia vagy tanítania a Tórát, és köteles volt megtartani a gyászolókra vonatkozó törvényeket.

A szélsőséges ortodox zsidók kivételével a herem ebben a formában ma már nincs érvényben.

## Buddhizmus
A buddhista szanghák kizárják tagjaikat, ha elkövetik a párádzsika (elbukás) néven ismert négy főbűn egyikét: 
- házasságtörés,
- lopás,
- gyilkosság,
- természetfeletti erők birtoklásával való dicsekvés.

## Hinduizmus
A hinduizmus túl sokszínű ahhoz, hogy homogén vallásnak tekintsük. Gyakran szinkretista vallásként tekintenek rá. A hinduizmusnak nincs fogalma a kiközösítésről, így egyetlen hindu sem szorulhat ki a hinduizmusból, bár egy személy könnyen elveszítheti a kaszt státuszát a kaszttilalmak megsértése miatt. Ez lehetséges hogy többé nem helyreállítható.
Azonban a hinduizmuson belül létrejött modern szervezett szekták némelyike a kiközösítéssel egyenértékű gyakorlatot valósíthat meg azáltal, hogy valakit kizárnak a csoportból.

## Iszlám
Az iszlám nem ismeri a kiközösítést.
A történelem során kialakult számos felekezet között nem volt és ma sincs általánosan és egyértelműen elismert vallási tekintély, amely felelős lehetne érte.
Mindazonáltal a heterodoxia elítélése és az eretnekek megbüntetése kerüléssel és kiközösítéssel összehasonlítható a nem katolikus, keresztény egyházak gyakorlatával. Létezik azonban a takfír  (تكفير) fogalma, amellyel bizonyos muszlimokat hitetlennek nyilvánítanak.

## Bahá'í
A bahá'í hitűeknél a kiközösítés ritka és általában nem alkalmazzák a közösségi normák megszegésénél, vallási nézeteltéréseknél vagy más vallásokra való áttérésnél.